# つむぎの湯
つむぎの湯（つむぎのゆ）は、山梨県西八代郡市川三郷町にある温泉施設である。

## 概要
2003年（平成15年）11月に、当時の六郷町（2005年（平成17年）からは市川三郷町）に建設された町営温泉。「つむぎの湯」の名称は、この施設の位置する富士川沿いの地域「鴨狩津向」（かもがりつむぎ）に由来する。正式名称は「六郷の里 つむぎの湯・いきいきセンター」で、「いきいきセンター」を併設している。
観光施設というよりも町民の健康増進施設という趣旨が強く、浴室のバリエーションも多岐にわたる。特に「下肢リハビリ歩行浴槽」というトレーニング的な浴槽があるところが大きな特長となっている。
併設する「いきいきセンター」は中山間総合整備事業により建設された所謂「活性化施設」である。地域住民の交流促進・地場産業の振興などの役割を担っている施設である。合併後も運営コンセプトこそ変わりはないが、山梨県外からの来館者も多く、山梨の観光スポットとしても広く利用されている。
2011年（平成23年）7月より、東日本大震災以後の国内電力不足対策としての「節電・外出支援事業」を継続実施。以後、環境省の推奨する省エネ・エコ事業「クールシェア」「ウォームシェア」とも事業の趣旨が一致することから、同事業に協賛・啓蒙する施設として注目を集めている。

## 泉質
ナトリウム・カルシウム－塩化物温泉（アルカリ性低張性温泉）であり、神経痛、筋肉痛、関節痛、五十肩、運動麻痺、関節のこわばり、うちみ、くじき、慢性消化器病、痔疾、冷え性、病後回復期、疲労回復、健康増進、きりきず、やけど、慢性皮膚病、虚弱児童、慢性婦人病、慢性便秘などの効能があると言われている。源泉の温度は33.5℃、掘削深度は1,500mである。

## 所在地
- 住所 - 山梨県西八代郡市川三郷町鴨狩津向640

### 営業時間
- 11:00 - 19:00
- 休館日は、火、水曜日（祝日の場合は営業）[1]

## 交通
自家用車
中部横断自動車道の六郷インターチェンジ。国道52号線の峡南橋を渡り、右折して約300m。
鉄道
甲斐岩間駅から約1.5km。タクシーで約5分。
バス
市川三郷町コミュニティバスが甲斐岩間駅、落居駅、鰍沢口駅から運行している。但し土曜、日曜、休日、年末年始は運休となる。

## 関連動画
- 涼・暖の共有～3.11以降の省エネ国民運動の広がり～【日本語版】
- The idea of Energy-saving in Japan after 2011.3.11.【英語版】
- ラジオ体操などで温まろう～ウォームシェア燃焼系～【日本語版】
- Warm-Share of Fat Burning type - Let's warm together by moving our body! -【英語版】

座標: 北緯35度28分55秒 東経138度27分29秒 / 北緯35.48194度 東経138.45806度